# Rich, White, Straight Men
«Rich, White, Straight Men» (рус. Богатые, белые мужчины-натуралы) — песня американской певицы Кеши. Песня была впервые выпущена через учетную запись YouTube Кеши 2 июня 2019 года, а затем выпущена как сингл 8 июня 2019 года. Песня была написана Кеша Себерт, Пиб Себерт, Рэйблом и Стюартом Крайтоном. Пока неизвестно, будет ли он включен в ее четвертый студийный альбом.

## Релиз и фон
«Rich, White, Straight Men» был загружен на официальный канал YouTube Кеши 2 июня 2019 года без какого-либо предварительного объявления. После того, как песня была загружена, певица опубликовала в своем Instagram историю с ней в коричневом парике, сказав: «Я только что получил микс песни, я просто не хочу, чтобы он сидел на моем компьютере. Поэтому я хочу поделиться им, как и загрузить его. Я не знаю, куда это пойдет, что будет дальше».
Песня была официально выпущена на потоковых платформах 7 июня 2019 года.